# Reinhard Fichte
Reinhard Fichte (* 1. September 1942) ist ein ehemaliger deutscher Wirtschaftsmanager.

## Leben
Fichte begann in den 1960er Jahren eine Lehre bei der Staatlichen Porzellan-Manufaktur Meissen. Ein Hochschulstudium schloss er als Doktor der Wirtschaftswissenschaften ab. 1983 wurde er als Nachfolger von Karl Petermann Generaldirektor des VEB Staatliche Porzellan-Manufaktur Meissen. Über seinen eigenen Werdegang sagte Fichte 1988 dem Hamburger Abendblatt: „Ich bin ein gelernter Porzelliner, habe den Beruf von der Pike auf gelernt, war Blumenmaler und kenne alles über das weiße Gold.“ Nach Einschätzung der Zeitung war Fichte „einer der bedeutendsten Wirtschaftsführer“ der Deutschen Demokratischen Republik, der Tagesspiegel nannte ihn einen „der wichtigsten Wirtschaftslenker“ des Landes. Laut Hamburger Abendblatt zählte Fichte „zum engsten Kreis“ um Günter Mittag, damals Mitglied des Politbüros und im Zentralkomitee der SED Wirtschaftssekretär. 1985 wurde Fichte laut Bild „Für hervorragende Verdienste im Ministerium für Staatssicherheit“ mit der Verdienstmedaille der Nationalen Volksarmee in Silber ausgezeichnet.
Ende Februar 1989 kehrte Fichte von einem Aufenthalt bei einer Messe in Frankfurt am Main nicht in die DDR zurück und blieb in der Bundesrepublik Deutschland. Seine Ehefrau und sein Betrieb, die Staatliche Porzellan-Manufaktur Meissen, waren über diesen Schritt zuvor nicht in Kenntnis gesetzt worden.
1989 und 1990 hatte er bei der CS-Porzellan-Manufaktur in Arzberg die Geschäftsführung inne. In Frankfurt am Main leitete Fichte hernach bis 2001 die Höchster Porzellanmanufaktur. Als Mitglied einer Interessengemeinschaft trat er ab 2011 in der Öffentlichkeit als Kritiker der Leitung der Porzellan-Manufaktur Meissen in Erscheinung.
Ab Juli 2014 saß Fichte für die Partei Die Linke im Stadtrat von Meißen, im August 2015 schied er aus der Gemeindevertretung aus.